# Rancho la Virgen San Pedro el Alto
Rancho la Virgen San Pedro el Alto är en ort i kommunen San Felipe del Progreso i delstaten Mexiko i Mexiko. Samhället hade 396 invånare vid folkräkningen 2020.